# Diksnavelhoningspeurder
De diksnavelhoningspeurder (Indicator minor conirostris) is een vogel uit de familie Indicatoridae (Honingspeurders).

## Verspreiding en leefgebied
Deze ondersoort van de kleine honingspeurder komt voor van Nigeria tot westelijk Kenia, Congo-Kinshasa en westelijk Angola. Daarnaast wordt de ondersoort  Indicator minor ussheri uit Sierra Leone en Ghana ook als ondersoort van de kleine honingspeurder beschouwd.